# ウィルヘルム・ヴォリンガー
ウィルヘルム・ヴォリンガー（ドイツ語: Wilhelm Worringer、1881年1月13日 - 1965年3月29日）、20世紀ドイツの美術史家。

## 生涯
1881年、ドイツ・ノルトライン＝ヴェストファーレン州の国境に近い街アーヘンに生まれた。
ベルン大学やボン大学の私講師を経て、1928年に東プロイセンのケーニヒスベルク大学の正教授となった。第二次世界大戦の勃発によりベルリンに避難したが、戦後ケーニヒスベルクはソ連の支配下に入った。1946年に東ドイツのハレ大学の美術史教授・美術史研究所長に招かれた。1950年に西ドイツのミュンヘンへ亡命。ハーヴァード大学から客員教授として招かれたが、老齢と健康上の理由により辞退した。

## 思想
ゲオルク・ジンメルやハインリヒ・ヴェルフリンに学び、美術史におけるウィーン学派の中でもアロイス・リーグルが提唱した「芸術意欲」の概念を継承した。
ヴォリンガーはリーグルが芸術の先行条件と認めた内的衝動、「芸術意欲」を抽象作用と感情移入作用の双方向の発展と捉え、芸術史全体をこの2つの発展方向のどちらかが強まり、または双方から影響し合う過程として説明しようとした。
ヴォリンガーはそこから進んで、ヨーロッパの美学がその範例をギリシア・ローマ古典芸術やルネサンス以降の芸術に求めていたために、古代エジプトや、中世のビザンチン美術・ゴシック芸術や東洋美術を正当に評価できなかったことを明らかにした。

## 著作
- 『Abstraktion und Einfühlung』（1908年）
  - 『抽象と感情移入：東洋芸術と西洋芸術』草薙正夫訳、岩波文庫 1953、度々復刊[2]
- 『Formprobleme der Gotik』（1911年）(ゴシック形式論)
  - 『ゴシック美術形式論』 中野勇訳、岩崎美術社〈美術名著選書〉 1968、新版1991ほか
  - 改訂『ゴシック美術形式論』 文藝春秋〈文春学藝ライブラリー〉 2016
- 『Ägyptische Kunst』(1928年)
- 『Griechentum und Gotik』(1928年)
- 『Problematik der Gegenwartskunst』（1948年）

その他の日本語訳
- 『問いと反問  芸術論集』 土肥美夫訳、法政大学出版局 叢書・ウニベルシタス 1971、第2版・1987